# Stillhaltekommissar für Organisationen, Vereine und Verbände

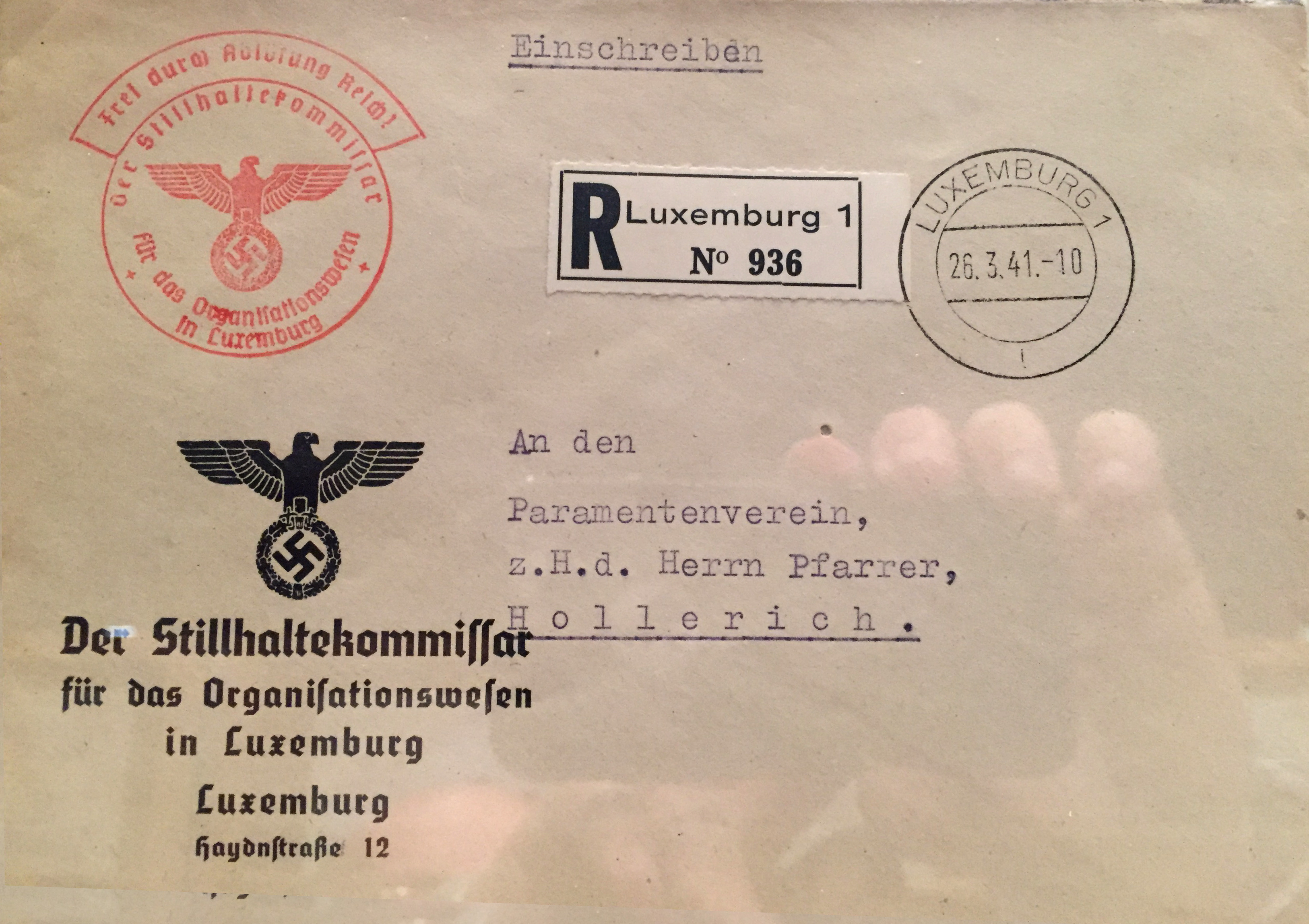
Einschreiben des Stillhaltekommissars in Luxemburg.

Der Stillhaltekommissar für Organisationen, Vereine und Verbände (Stiko)  war ein Reichskommissar zur Gleichschaltung oder Liquidation von juristischen Personen während des Nationalsozialismus in Gebieten, die vom Deutschen Reich annektiert waren.
Albert Hoffmann wurde 1938 als Stillhaltekommissar zum Anschluss Österreichs beauftragt, später auch im Reichsgau Sudetenland und dem Protektorat Böhmen und Mähren, wobei ihm vor allem vermögensrechtliche Abwicklungen oblagen.
Als Stillhaltekommissar konnte er Vereine auflösen, ihr Vermögen einziehen und sie in eine reichsdeutsche Organisation eingliedern. Falls er eine juristische Person bestehen ließ, mussten Führerprinzip und Arierparagraphen in die jeweilige Satzung aufgenommen werden.
In Österreich wurden von etwa 70.000 abgewickelten Vereinen etwa 60 % aufgelöst und bei 40 % die Satzung geändert.
Der Stiko entzog in Österreich den juristischen Personen ein Vermögen von etwa 240 Mio. Reichsmark; was etwa zwei Drittel
des Gesamtvermögens der erfassten Vereine entsprach.